# Trans-World-Airlines-Flug 529
Der Trans-World-Airlines-Flug 529 (Flugnummer: TW529, Funkrufzeichen: TWA 529) war ein Inlandslinienflug der Trans World Airlines von Boston nach San Francisco mit planmäßigen Zwischenstopps in New York, Pittsburgh,  Chicago, Las Vegas und Los Angeles. Am 1. September 1961 stürzte auf diesem Flug eine Lockheed L-049 Constellation auf der Strecke von Chicago nach Las Vegas bei Willowbrook, DuPage County, Illinois ab, nachdem durch mechanisches Versagen die Kontrolle über die Maschine verloren gegangen war. Bei dem Unfall wurden alle 78 Insassen an Bord der Maschine getötet. Es handelte sich um den bis dahin schwersten Flugunfall in den USA unter der Beteiligung von nur einer Maschine und nach der Flugzeugkollision über dem Grand Canyon sowie der Flugzeugkollision von New York City um den drittschwersten Flugunfall.

## Maschine
Die Maschine war eine Lockheed L-049 Constellation mit der Werknummer 2035, die 1945 gebaut und am 18. Dezember 1945 an die Transcontinental and Western Air (TWA) ausgeliefert wurde, bei der sie am 18. Dezember 1945 mit dem Luftfahrzeugkennzeichen N86511 und dem Taufnamen Star of Paris zugelassen wurde. Der erste kommerzielle Flug der Maschine erfolgte am 5. Februar 1946 und führte vom LaGuardia Airport zum Flughafen Paris-Orly mit planmäßigen Zwischenstopps auf dem Flughafen Gander und dem Flughafen Shannon. Als die Fluggesellschaft später in Trans World Airlines (TWA) umfirmiert wurde, wurde die Maschine formal auf die neue Betreiberin umgemeldet.
Am 18. November 1950 war die Maschine in einen schweren Zwischenfall verwickelt. Nach dem Start vom Los Angeles International Airport kam es im Anfangssteigflug zuerst zu einer Fehlfunktion an Triebwerk Nr. 3 (rechts innen) und anschließend an Triebwerk Nr. 2 (links innen). Beide Propeller wurden daraufhin in die Segelstellung gebracht. Propeller Nr. 3 wurde später wieder in den Betriebsmodus verstellt, entwickelte jedoch nicht mehr als 1.800 Umdrehungen pro Minute. Die Piloten kehrten um und führten einen Anflug auf den Los Angeles International Airport im Instrumentenflug durch. Die Piloten konnten die Landebahn nicht sichten, bis sie sich unmittelbar über ihr befanden und setzten auf der Mitte der Landebahn auf. Da die Landebahn regennass war und Aquaplaningbedingungen herrschten, verzögerte die Maschine bei der anschließenden Bremsung nicht ordnungsgemäß. Die Maschine überrollte daraufhin das Landebahnende, durchschlug die Flughafenumzäunung und rollte über ein Bahnnebengleis, woraufhin das rechte Hauptfahrwerk abgeschert wurde. Die Maschine kam schwer beschädigt in einem Feld 1.400 Fuß hinter dem Landebahnende mit Schleifschäden an der rechten Tragfläche und den Triebwerksgondeln sowie verbogenen Propellern an den Triebwerken Nr. 3 und 4 zum Stehen.
Nach dem Unfall wurde die Constellation instand gesetzt und mit der Flottennummer 555 und dem Taufnamen Star of Dublin wieder in Betrieb genommen.
Das viermotorige Langstreckenflugzeug war mit vier luftgekühlten 18-Zylinder-Doppelsternmotoren vom Typ Wright R-3350-745C18BA-1 ausgerüstet, die jeweils eine Leistung von 2.200 PS (1.600 kW) hatten und mit Propellern von Hamilton Standard bestückt waren. Zum Zeitpunkt des Unfalls hatte die Maschine eine kumulierte Betriebsleistung von 43.112 Betriebsstunden.

## Passagiere und Besatzung
Den Flug auf dem Flugabschnitt von Chicago nach Las Vegas hatten 73 Passagiere angetreten. Es befand sich eine fünfköpfige Besatzung an Bord, bestehend aus einem Flugkapitän, einem Ersten Offizier, einem Flugingenieur und zwei Flugbegleiterinnen.
- Der 40-jährige Flugkapitän James H. Sanders gehörte der Fluggesellschaft seit dem 30. August 1945 an. Zum Kapitän wurde er am 18. Juni 1954 befördert. Neben der Lockheed Constellation war er auch für die Martin 2-0-2, die Martin 4-0-4 und die Douglas DC-3 lizenziert. Sanders verfügte über 17.011 Stunden Flugerfahrung, wovon er 12.633 Stunden im Cockpit der Lockheed Constellation absolviert hatte.
- Der 31-jährige Erste Offizier Dale Tarrant war am 5. Dezember 1955 durch die Trans World Airlines eingestellt worden. Er verfügte über 5.345 Stunden Flugerfahrung, wovon er 1.975 Stunden im Cockpit der Lockheed Constellation abgeleistet hatte.
- Der 38-jährige Flugingenieur James C. Newlin gehörte der Trans World Airlines seit dem 21. Mai 1951 an. Zum Flugingenieur wurde er am 16. November 1953 befördert. Er verfügte über 5.817 Stunden Flugerfahrung, die er vollumfänglich mit der Lockheed Constellation absolviert hatte.
- Die beiden Flugbegleiterinnen waren Barbara Jane Pearson und Nanette G. Fidger.

## Unfallhergang
Der Flug nach Chicago verlief routinemäßig und die Maschine kam um 01:18 Uhr am Midway Airport an. Nach einem Besatzungswechsel und einer Betankung verließ die Constellation den Flugsteig. Während des Hochfahrens der Triebwerke erhielten die Piloten von der Flugsicherung die Freigabe, den Flug zum Las Vegas Airport über die Knotenpunkte Victor 6 Naperville und Victor 8 und in einer Höhe von 5.000 Fuß durchzuführen. Die Freigabe wurde von der Besatzung bestätigt, die Maschine startete um 02:00 Uhr von der Startbahn 22L und flog danach eine Rechtskurve. Um 02:04 Uhr wurde vom Fluglotsen auf dem Radar beobachtet, dass sich die Maschine fünf Meilen westlich des Flughafens auf ihrem Kurs befand. Während des Anfangssteigflugs entwickelte die Maschine einen plötzlichen, exzessiven Nickwinkel. Der Kapitän verlor daraufhin die Kontrolle über die Maschine. Schwingungsbelastungen verursachten dann den Abriss jenes Teils des Seitenleitwerks, an dem die rechte Seitenflosse befestigt war. Die Maschine stürzte in ein Feld in der Nähe von Hinsdale, DuPage County, Illinois. Sie schlug mit einem leicht linkswärtigen Rollwinkel und nach unten ausgerichteter Flugzeugnase auf einem Kurs von ungefähr geographischer Nordrichtung auf. Die Maschine brach beim Aufprall auseinander. Die Trümmer waren über eine Fläche von 200 Fuß Breite und 1.100 Fuß Länge verstreut.

## Ursache
Das Civil Aeronautics Board übernahm nach dem Unfall die Ermittlungen zur Absturzursache. Die Ermittler stellten fest, dass sich in der Anfangssteigflugphase ein Bolzen der Höhenruderverstellung gelöst und im Höhenruder verkeilt hatte. Dies führte dazu, dass voller Druck auf die mechanische Welle der Höhenruderverstellung ausgeübt wurde und das Höhenruder für eine Aufwärtsbewegung der Maschine voll ausschlug. Die Maschine nahm dadurch gewaltsam eine Fluglage nach oben ein. Der Flugkapitän versuchte, durch ein Vorwärtsdrücken des Steuerhorns die Flugzeugnase nach unten zu drücken, was verhinderte, dass die automatische Höhenrudertrimmung in die manuelle Position wechseln konnte.